# Deutscher Fernsehpreis 2021
Die Verleihung des Deutschen Fernsehpreises 2021 fand am 16. September 2021 im Tanzbrunnen in Köln statt, außerdem wurde die Gala zur Hauptsendezeit im Fernsehen ausgestrahlt. Die Moderation der Verleihung übernahm zum fünften Mal in Folge Barbara Schöneberger. Federführend für die Ausrichtung war turnusgemäß RTL, nachdem die Verleihung im vergangenen Jahr ausgefallen war.
Über Nominierte und Preisträger entschied eine Jury unter dem Vorsitz des Produzenten Wolf Bauer.
Qualifiziert für den Preis waren alle Fernsehproduktionen deutschen Ursprungs oder mit maßgeblicher kreativer und wirtschaftlicher Mitwirkung deutscher Auftraggeber, die zwischen dem 1. Mai 2020 und dem 30. Juni 2021 veröffentlicht wurden.
Die Nominierungen wurden am 1. September 2021 bekanntgegeben. Jeweils fünf Mal nominiert wurden Oktoberfest 1900 und Para – Wir sind King. Am 14. September wurden vorab die Preisträger in den elf kreativen Personenkategorien der Programmbereiche Fiktion, Unterhaltung und Information bekanntgegeben.
| Film/Format                   | N | A |
| ----------------------------- | - | - |
| Oktoberfest 1900              | 5 | 2 |
| Para – Wir sind King          | 5 | 2 |
| Das Geheimnis des Totenwaldes | 4 | 1 |
| Die Toten von Marnow          | 3 | 2 |
| Ku’damm 63                    | 3 | 0 |
| Unbroken                      | 3 | 1 |
| Das Unwort                    | 2 | 0 |
| Deutschland 89                | 2 | 0 |
| Für immer Sommer 90           | 2 | 1 |
| Jackpot                       | 2 | 0 |
| Wir sind jetzt                | 2 | 0 |

## Jury

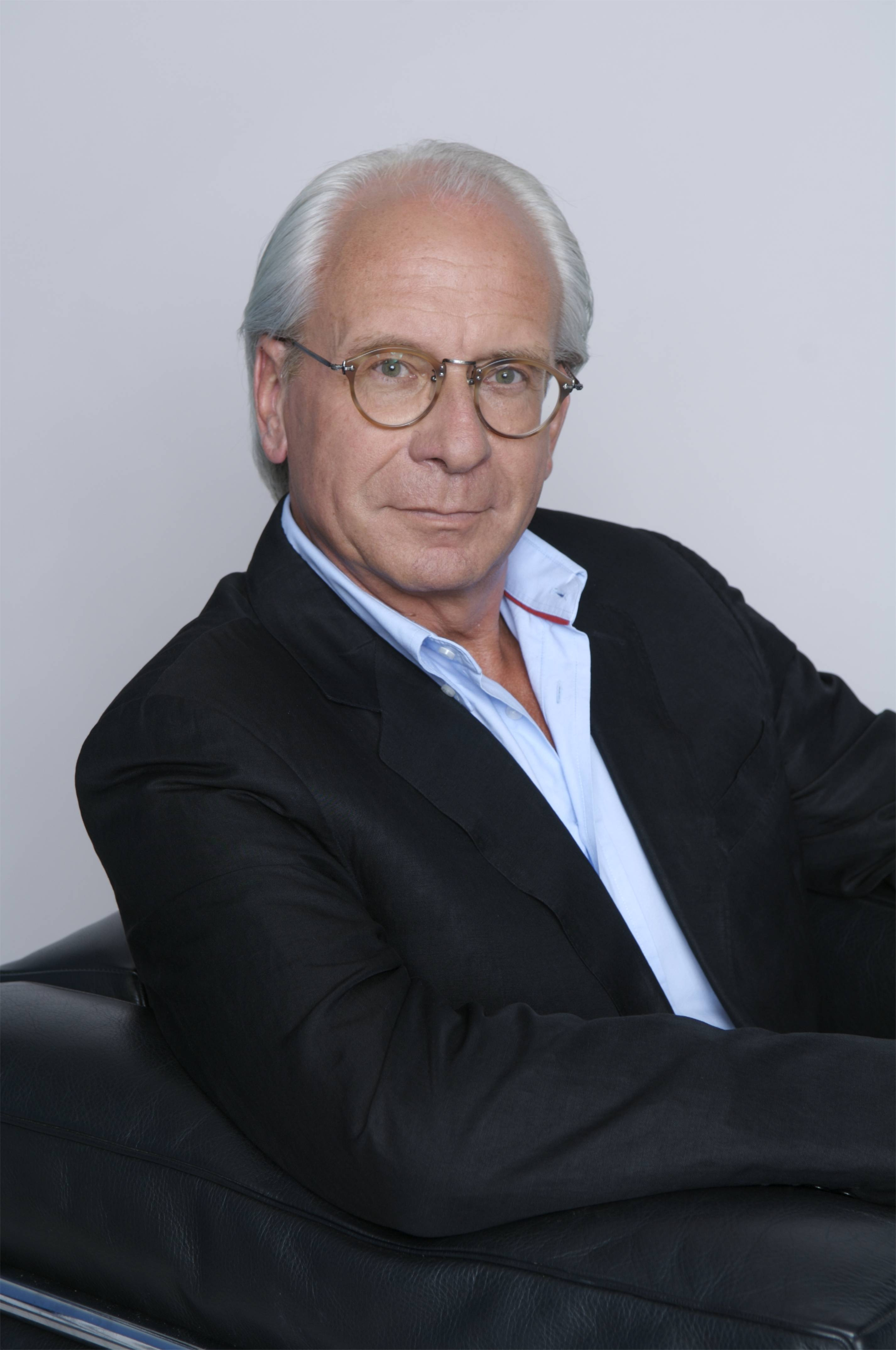
Der Juryvorsitzende der Verleihung 2021: Wolf Bauer

Über Nominierte und Preisträger entscheidet eine Jury. Die Sendervertreter arbeiten mit in der Jury, stimmen jedoch bei der finalen Preisentscheidung nicht mit.
Die Jury für den Deutschen Fernsehpreis 2021 bildeten
- Wolf Bauer (Produzent) als Vorsitzender

sowie
- Viviane Andereggen (Regisseurin)
- Micky Beisenherz (Autor, Moderator)
- Iris Bettray (Produzentin, sagamedia)
- Daniel Bröckerhoff (Journalist, Moderator)
- Nanni Erben (Produzentin, Madefor Film)
- Maria Furtwängler (Schauspielerin, Produzentin)
- Nina Klink (Produzentin, Geschäftsführerin Seapoint)
- Alexander Lindh (Autor)
- Thomas Lückerath (DWDL-Chefredakteur, Geschäftsführer)
- Shary Reeves (Moderatorin, Autorin)

und
- Udo Grätz (Sendervertreter WDR, stellvertretender Chefredakteur)
- Beate Höbermann (Sendervertreterin ZDF, Abteilungsleiterin Zentrale Aufgaben, Hauptabteilung Programmplanung)
- Malte Kruber (Sendervertreter RTL, Head of Producers)
- Stephanie McClain (Sendervertreterin Sat.1, Executive Producer Entertainment)

## Preisträger und Nominierungen: Fiktion

### Bester Fernsehfilm

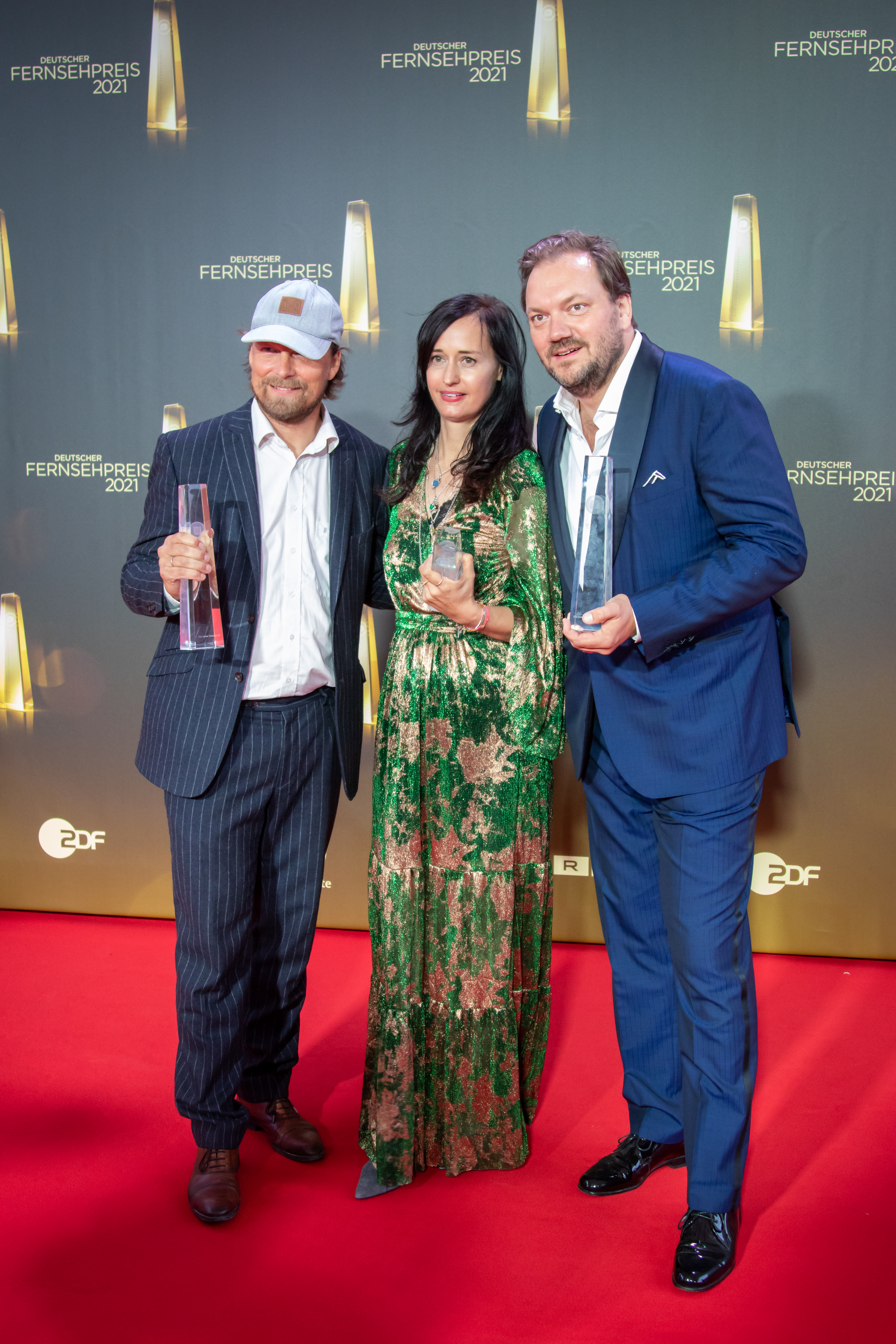
Für immer Sommer 90: Lars Jessen, Carolin Haasis und Charly Hübner

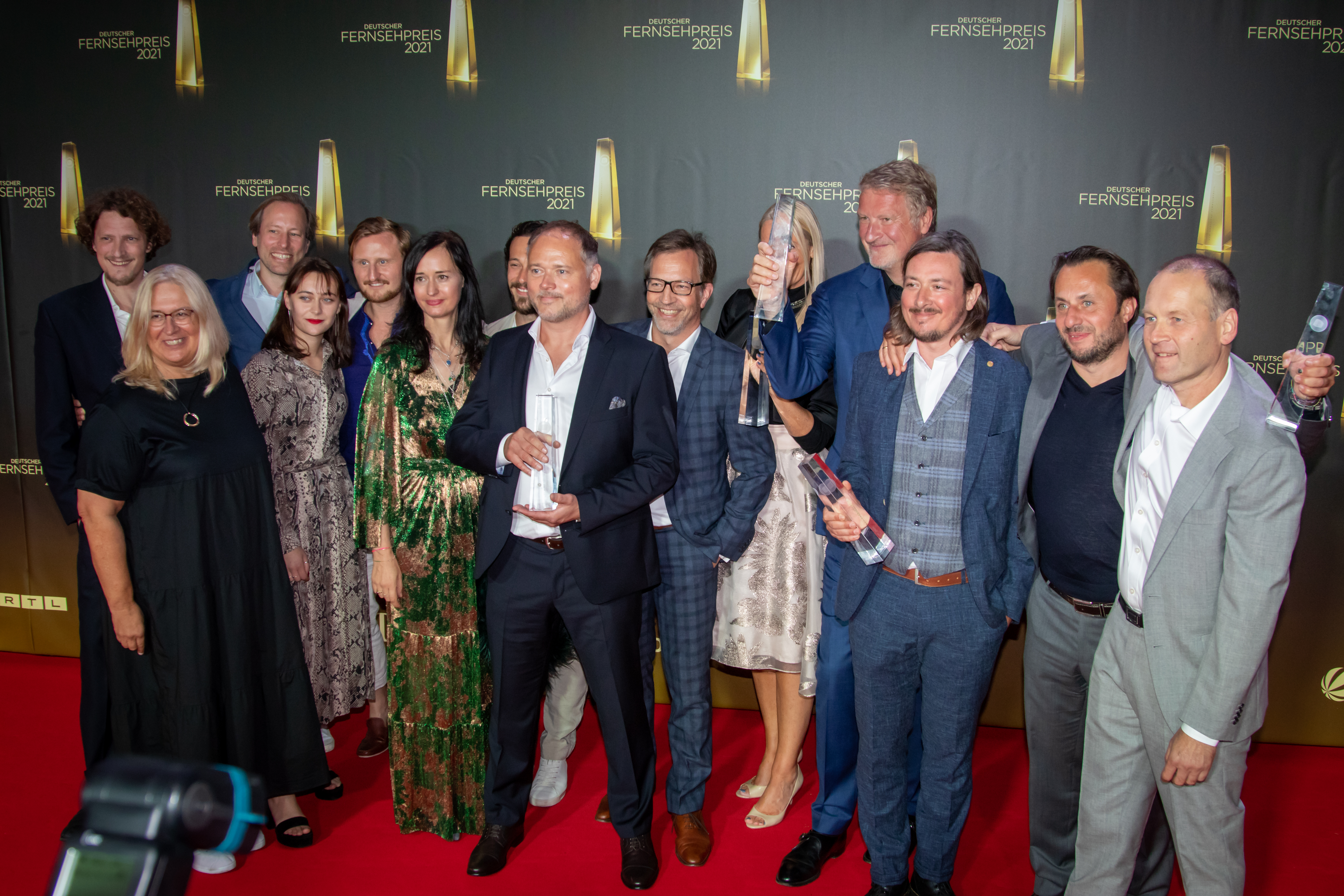
Team von Oktoberfest 1990

Für immer Sommer 90 (ARD)
Jackpot (ARD/SWR)
Das Unwort (ZDF)

### Bester Mehrteiler
Oktoberfest 1900 (ARD/BR/WDR/MDR)
Das Geheimnis des Totenwaldes (ARD/NDR)
Die Toten von Marnow (ARD/NDR)

### Beste Drama-Serie
Para – Wir sind King (TNT)
Unbroken (ZDFneo)
Wir sind jetzt (RTL ZWEI/TVNOW)

### Beste Comedy-Serie
Das letzte Wort (Netflix)
KBV – Keine besonderen Vorkommnisse (TVNOW)
Lu von Loser (ZDF)

### Beste Schauspielerin
Petra Schmidt-Schaller für Die Toten von Marnow (ARD/NDR)
Lisa-Marie Koroll für Wir sind jetzt (RTL ZWEI/TVNOW) und Aus Haut und Knochen (Sat.1)
Claudia Michelsen für Ku’damm 63 (ZDF)
Soma Pysall für Para – Wir sind King (TNT)
Aylin Tezel für Unbroken (ZDFneo)

### Bester Schauspieler

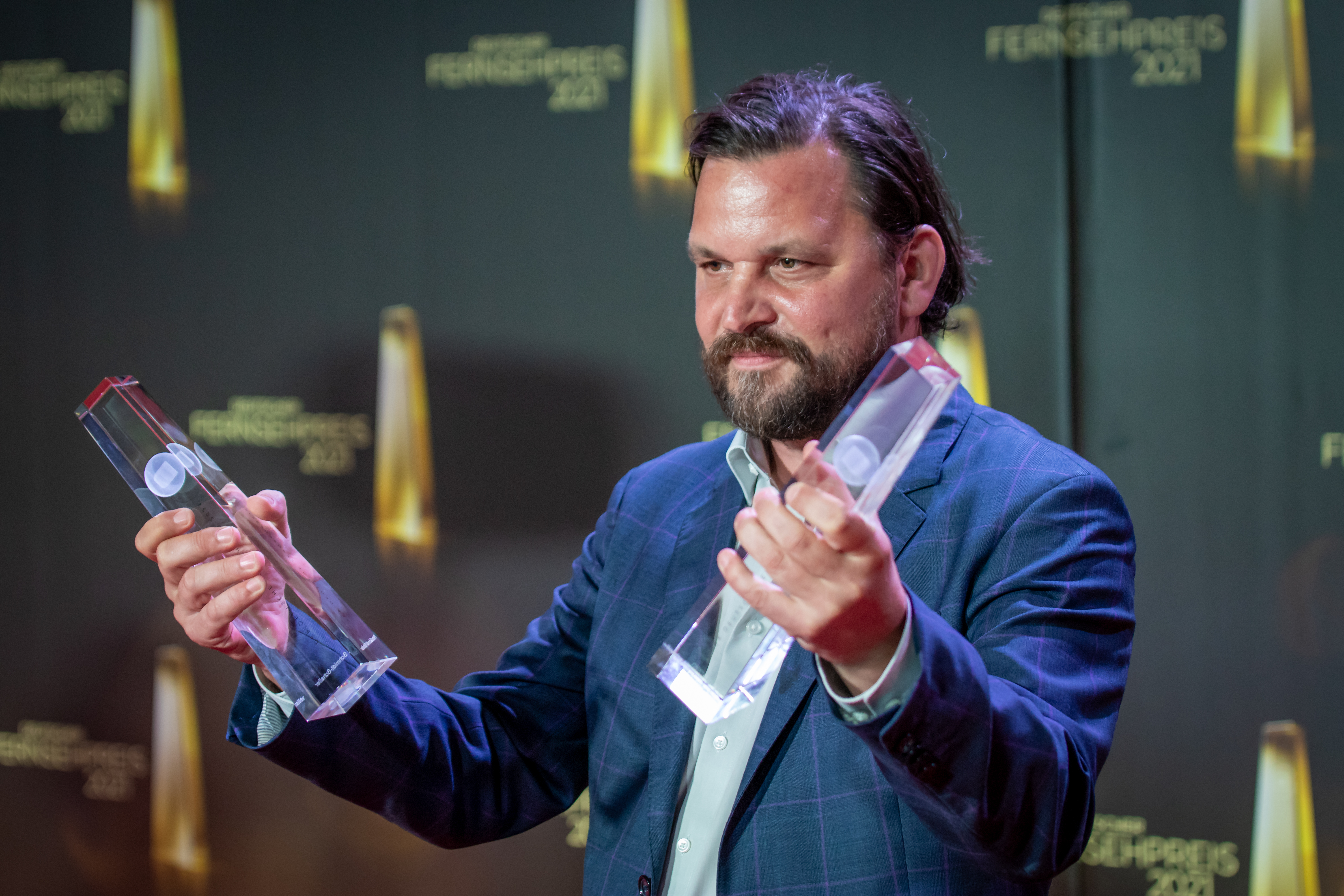
Sascha Alexander Geršak

Sascha Alexander Geršak für Die Toten von Marnow (ARD/NDR) und Polizeiruf 110: Der Verurteilte (ARD/MDR)
Matthias Brandt für Das Geheimnis des Totenwaldes (ARD/NDR) und Wir wären andere Menschen (ZDF)
Charly Hübner für Für immer Sommer 90 (ARD) und Hausen (Sky)
Bjarne Mädel für Sörensen hat Angst (ARD/NDR)
Mišel Matičević für Oktoberfest 1900 (ARD/BR/WDR/MDR)

### Beste Regie Fiktion
Özgür Yıldırım für Para – Wir sind King (TNT)
Emily Atef für Jackpot (ARD/SWR)
Randa Chahoud und Soleen Yusef für Deutschland 89 (Amazon)

### Bestes Buch Fiktion

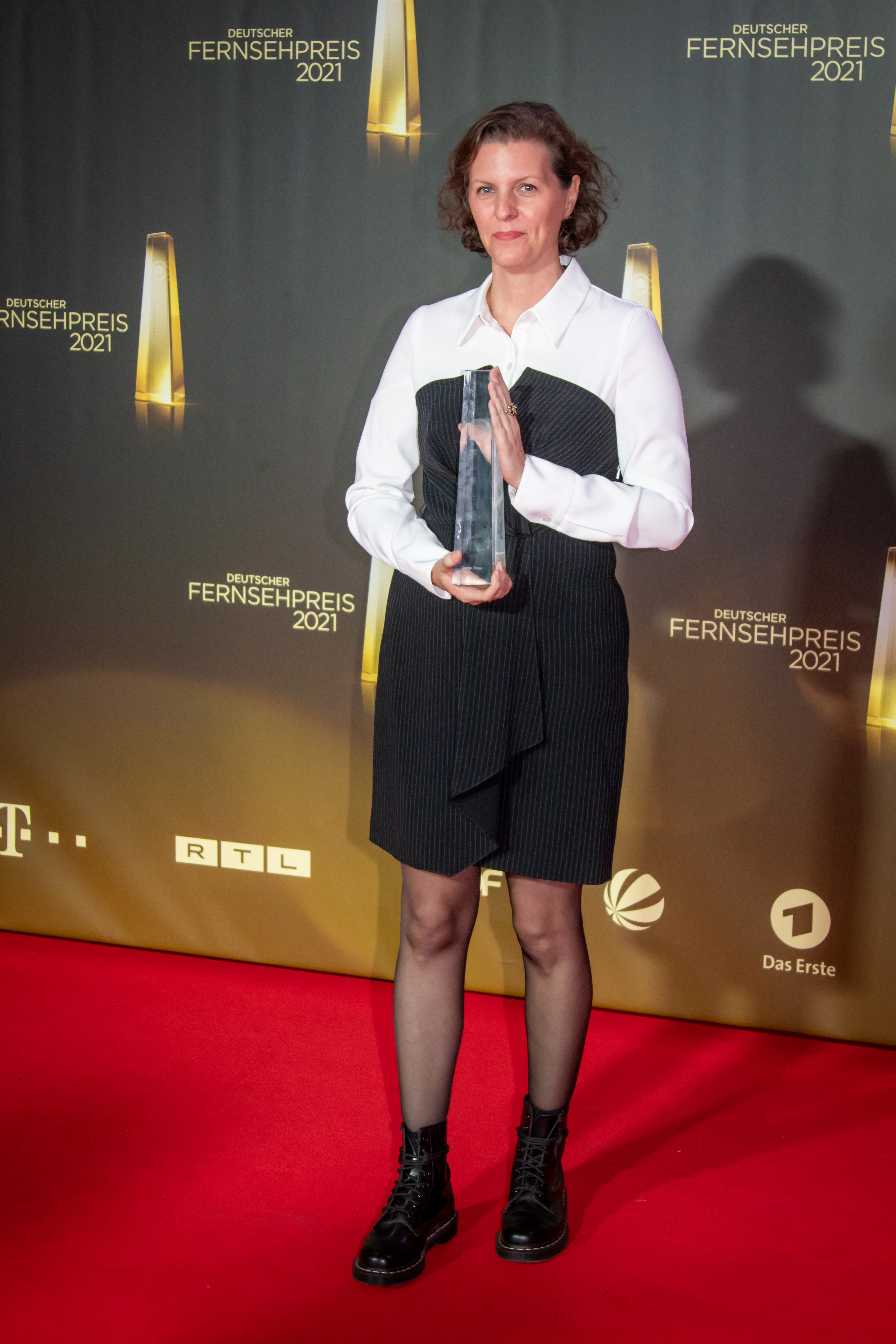
Jantje Friese

Jantje Friese für Dark (Netflix)
Leo Khasin für Das Unwort (ZDF)
Stefan Kolditz für Das Geheimnis des Totenwaldes (ARD/NDR)

### Beste Kamera Fiktion

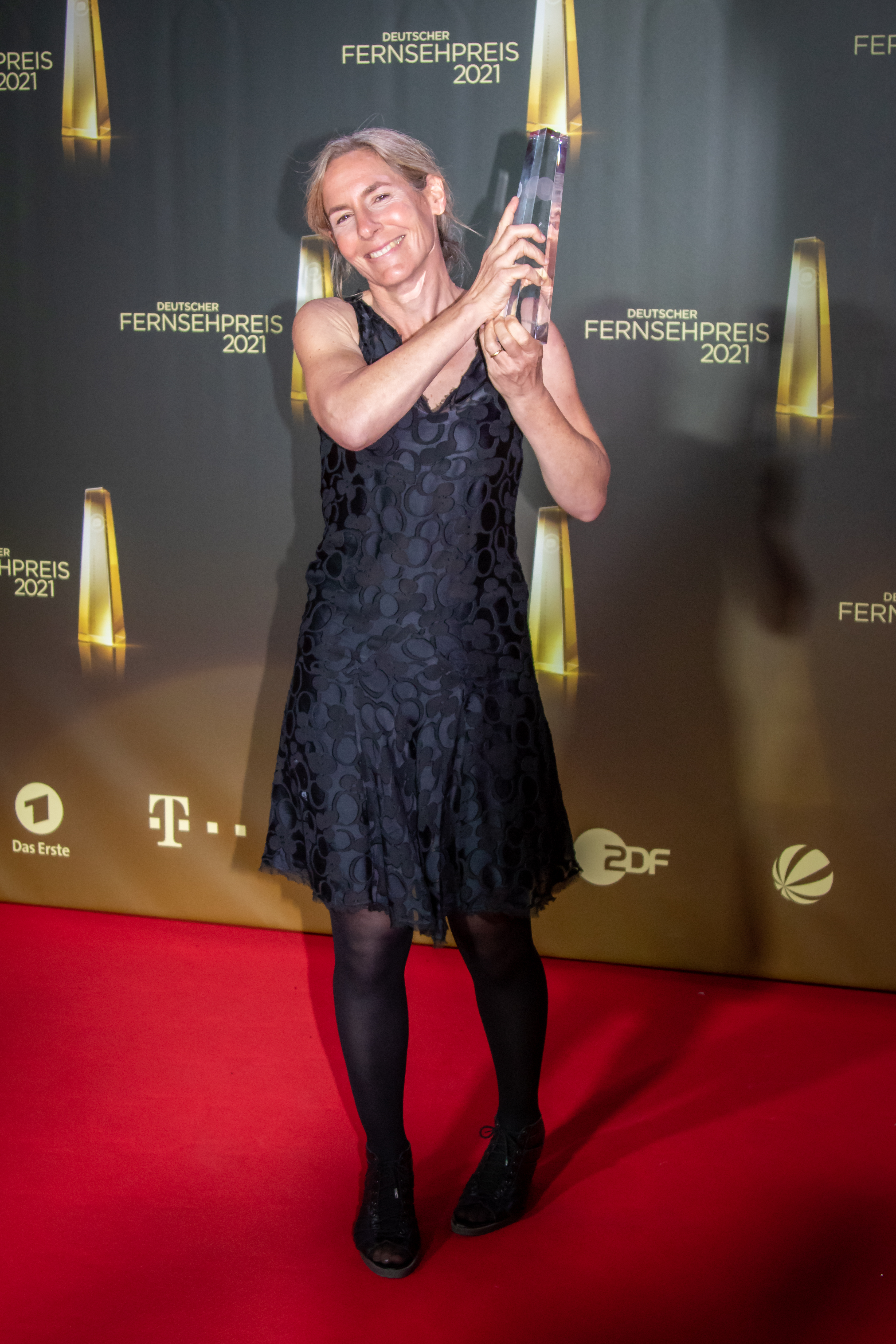
Leah Striker

Leah Striker für Unbroken (ZDFneo)
Matthias Bolliger für Para – Wir sind King (TNT)
Felix Cramer für Oktoberfest 1900 (ARD/BR/WDR/MDR)

### Bester Schnitt Fiktion
Christoph Cepok, Rainer Nigrelli und David Wieching für How to Sell Drugs Online (Fast) (Netflix)
Matthias Albrecht, Robert Stuprich und Yvonne Tetzlaff für Deutschland 89 (Amazon)
Lars Jordan und Sebastian Thümler für Para – Wir sind King (TNT)

### Beste Musik
Michael Klaukien für Oktoberfest 1900 (ARD/BR/WDR/MDR)
Karim Sebastian Elias für Ku’damm 63 (ZDF)
Max Filges und Christoph Schauer für Sløborn (ZDF)

### Beste Ausstattung Fiktion

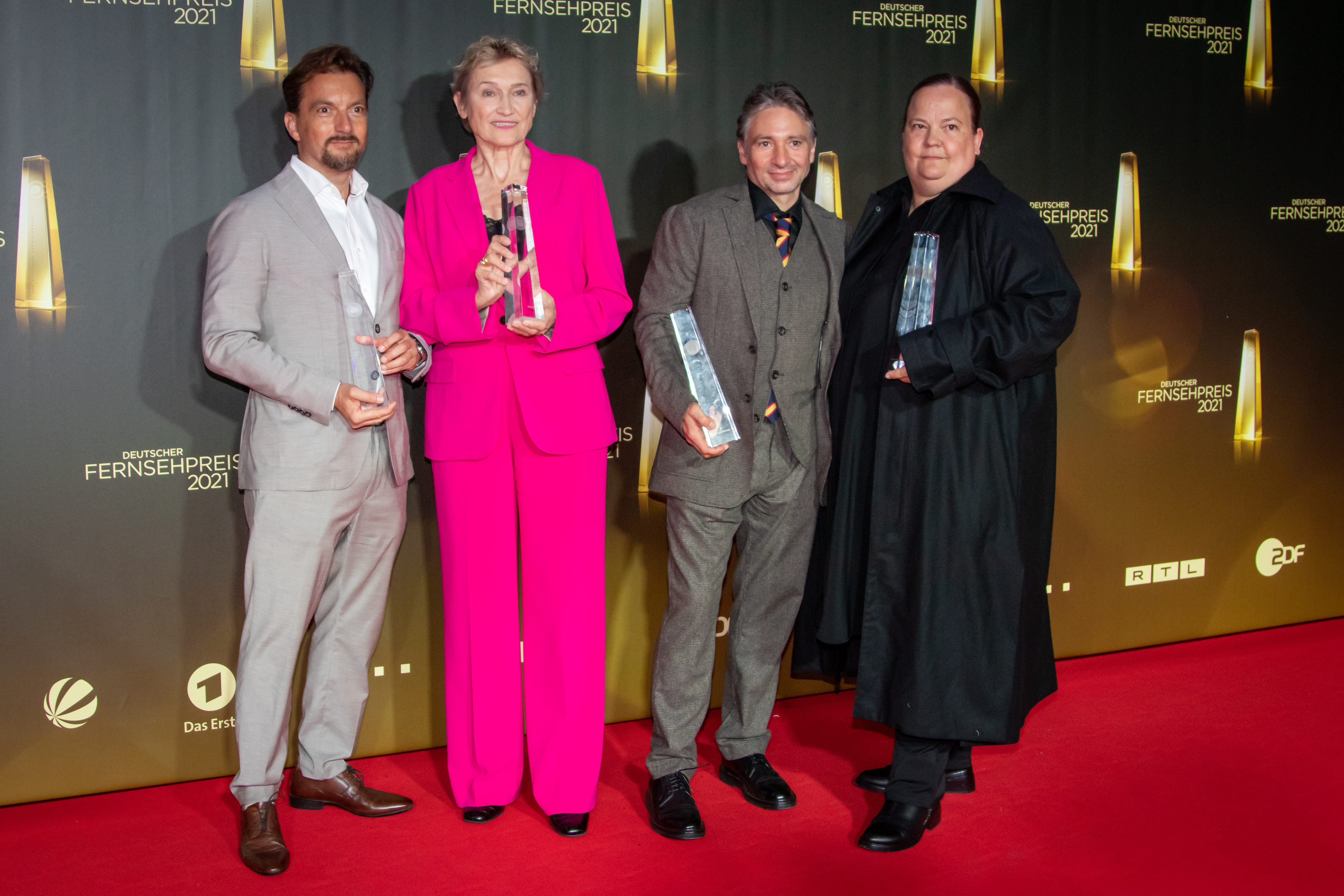
Team: Das Geheimnis des Totenwaldes

Oliver Hoese (Szenenbild), Maria Schicker (Kostüm), Gregor Eckstein und Jeanette Latzelsberger (Maske) für Das Geheimnis des Totenwaldes (ARD/NDR)
Benedikt Herforth, Astrid Poeschke (Szenenbild), Michaela Hořejší-Horáčková (Kostüm), Jeanette Latzelsberger, Jana Lindner und Julia Rinkl (Maske) für Oktoberfest 1900 (ARD/BR/WDR/MDR)
Axel Nocker (Szenenbild) und Maria Schicker (Kostümbild) für Ku’damm 63 (ZDF)

## Preisträger und Nominierungen: Unterhaltung

### Beste Unterhaltung Show
Wer stiehlt mir die Show? (ProSieben)

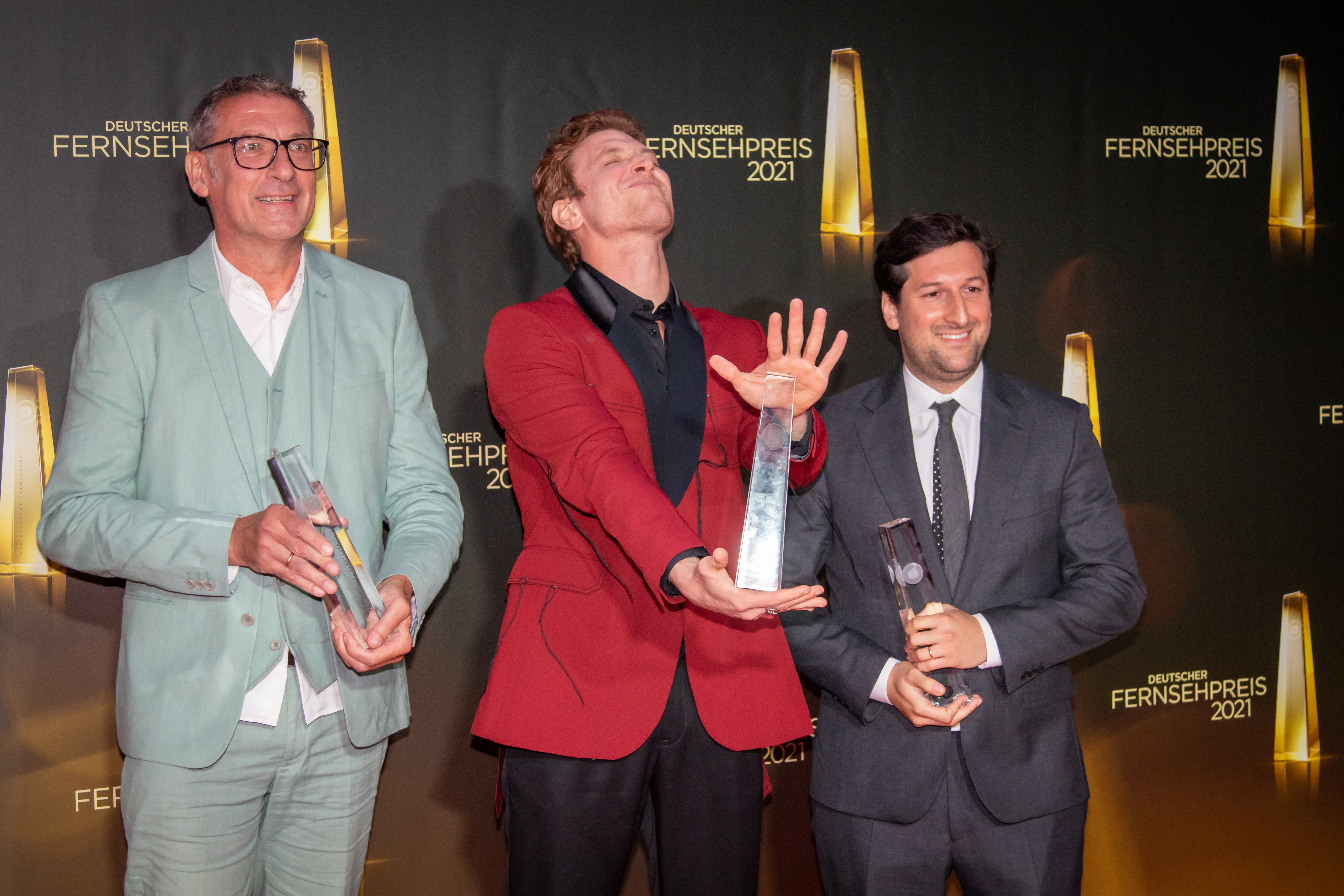
Freitagnacht Jews: Thomas Hallet, Daniel Donskoy und David Hadda

Die große Terra X-Show (ZDF)
Take Me Out (RTL)

### Beste Comedy/Late Night

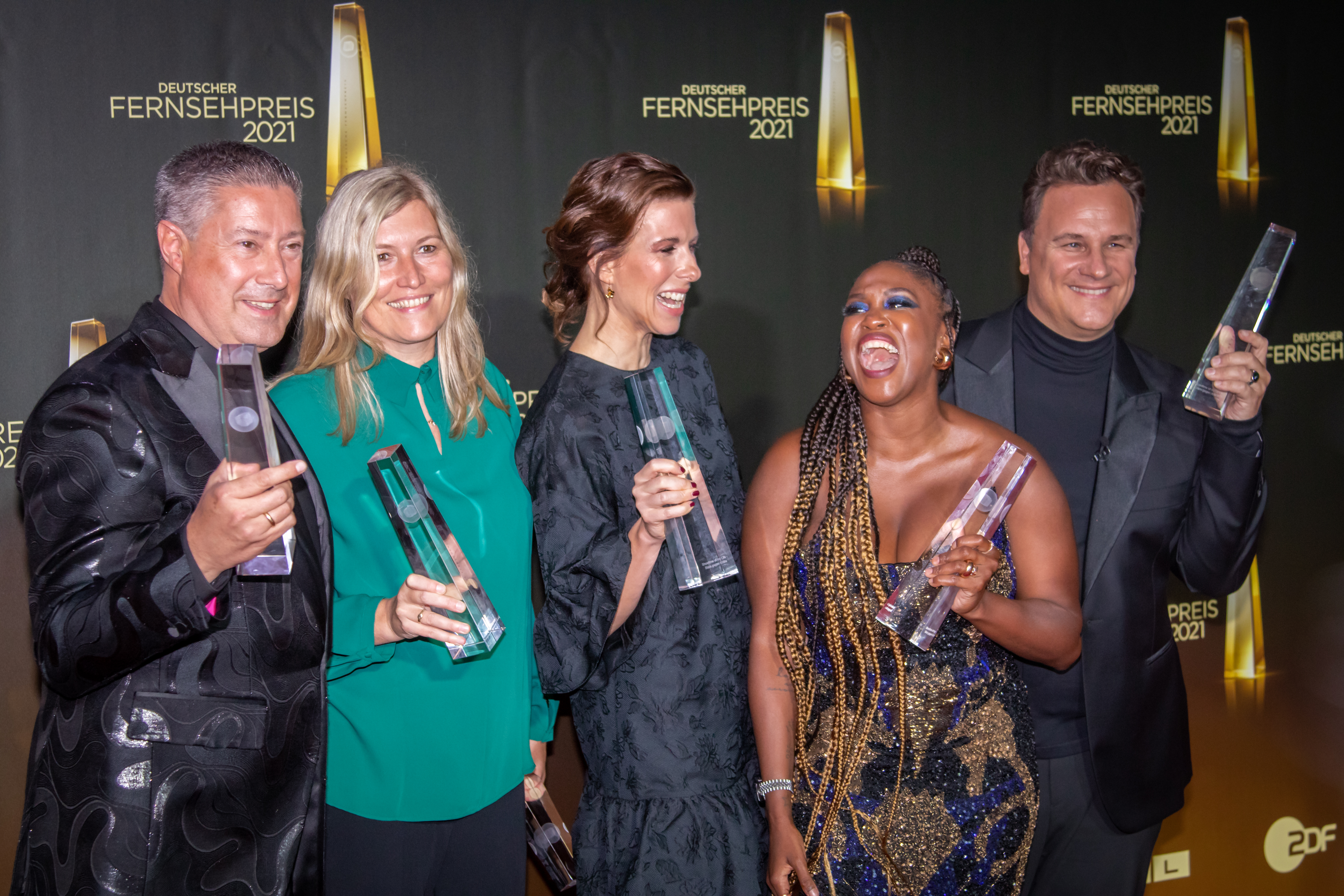
Showtime of my Life mit Joachim Llambi, Kirsten Petersen, Motsi Mabuse, Guido Maria Kretschmer und Nina Klink

Freitagnacht Jews (WDR)
Die Carolin Kebekus Show (ARD/WDR)
ZDF Magazin Royale (ZDF)

### Bestes Factual Entertainment
Showtime of my Life – Stars gegen Krebs (Vox)
Altes Haus sucht Mitbewohner (Vox)
Unvergesslich – Unser Chor für Menschen mit Demenz (ZDF)

### Beste Unterhaltung Reality

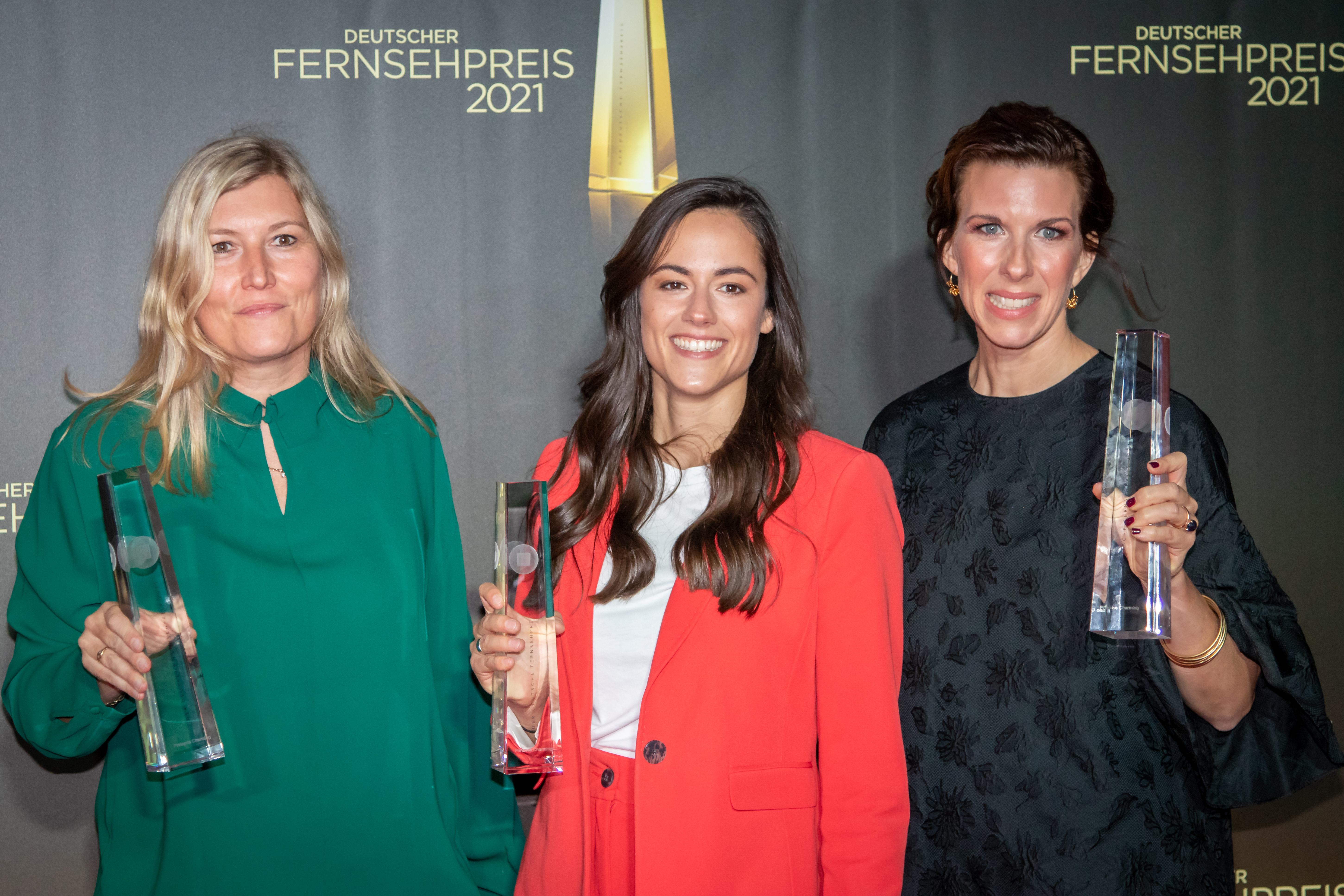
Kirsten Petersen, Irina Schlauch, Nina Klink von Princess Charming

Princess Charming (TVNOW/Vox)
5 Senses for Love – Heirate dein Blind Date (Sat.1)
First Dates Hotel (Vox)

### Beste Moderation/Einzelleistung Unterhaltung
Andrea Kiewel für ZDF-Fernsehgarten (ZDF)
Daniel Hartwich für Let’s Dance (RTL)
Ralf Schmitz für Take Me Out (RTL)

### Beste Regie Unterhaltung
Frank Lieberich für Catch! Die Deutsche Meisterschaft im Fangen (Sat.1)
Johannes Spiecker für Joko & Klaas gegen ProSieben (ProSieben)
Nadja Zonsarowa für ZDF-Fernsehgarten (ZDF)

### Bestes Buch Unterhaltung
Jan Böhmermann, Markus Hennig und Hanna Herbst für ZDF Magazin Royale (ZDF)
Sebastian Pufpaff für Noch nicht Schicht (3sat/ZDF)
Christina Schlag, Raphael Selter und Schlecky Silberstein für Browser Ballett (ARD/RBB/NDR/hr)

### Beste Ausstattung Unterhaltung

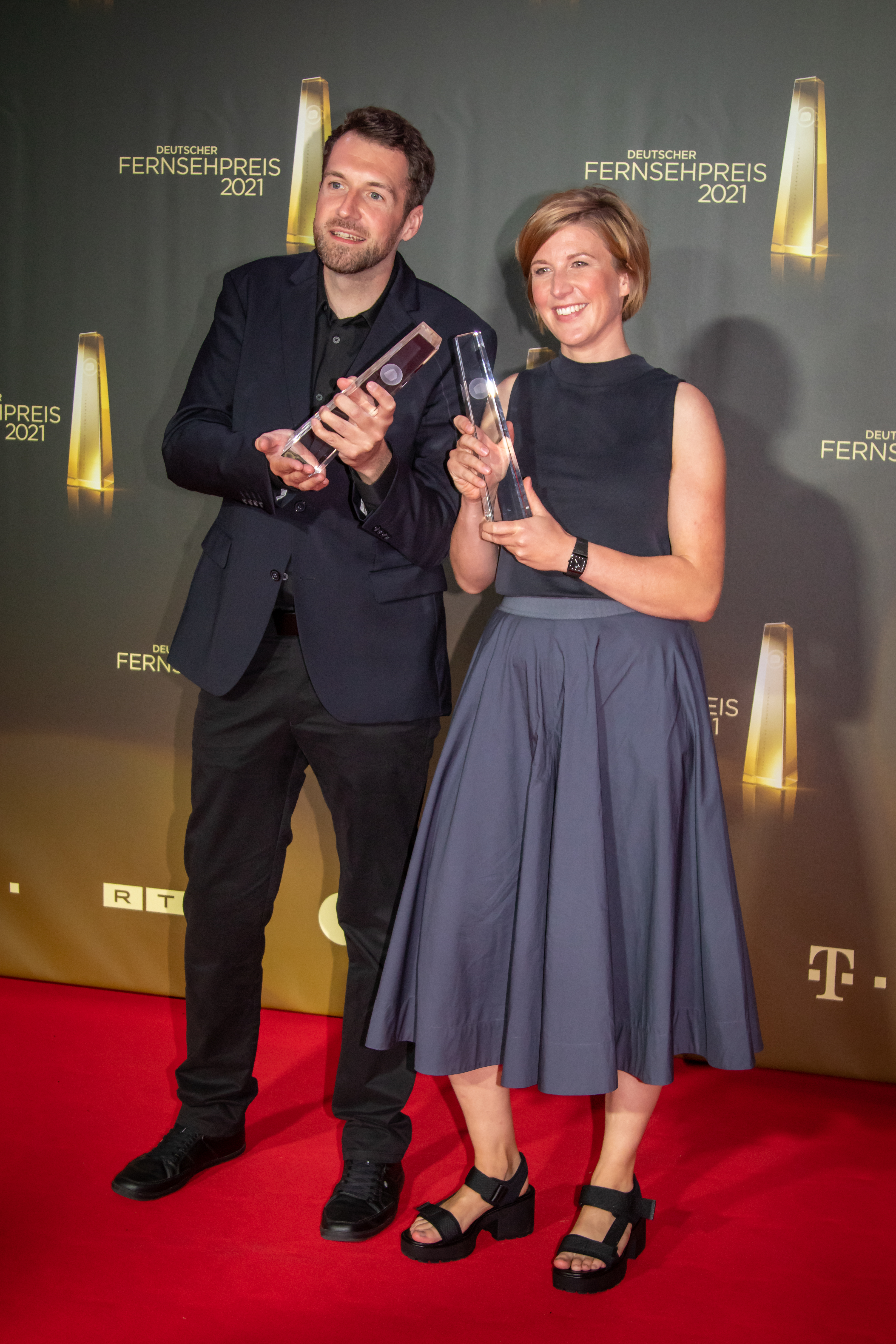
Michael König und Kaja Manenbach vom ZDF-Magazin Royale

Michael König (Setdesign) und Kaja Manenbach (Szenenbild) für ZDF Magazin Royale (ZDF)
Katia Convents (Kostümbild) für Let’s Dance (RTL)
Remigius Roskosch (Setdesign) für Freitagnacht Jews (WDR)

## Preisträger und Nominierungen: Information/Dokumentation

### Beste Information

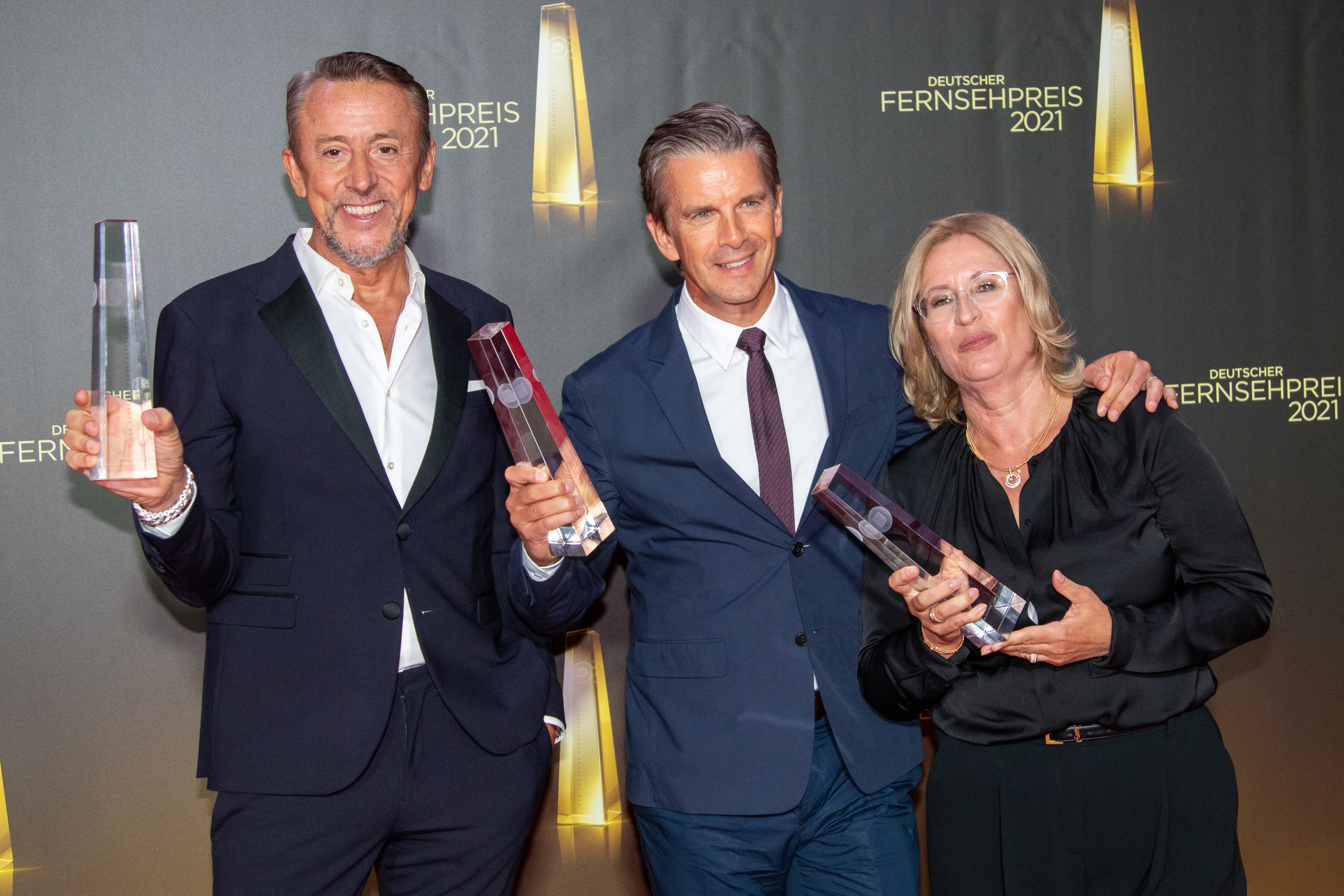
Markus Heidemanns, Markus Lanz, Susanne Krummacher

Markus Lanz (ZDF/Mhoch2 TV/Fernsehmacher; ZDF-Redaktion: Stefan Bayerl und Susanne Krummacher)
Frontal (ZDF)
Panorama (ARD/NDR)

### Bestes Infotainment
Joko & Klaas LIVE: Pflege ist #NichtSelbstverständlich (ProSieben)
Joko & Klaas LIVE: Männerwelten (ProSieben)
RTL Spezial – Angriff auf unsere Kinder und was WIR dagegen machen können! (RTL)

### Beste Dokumentation/Reportage

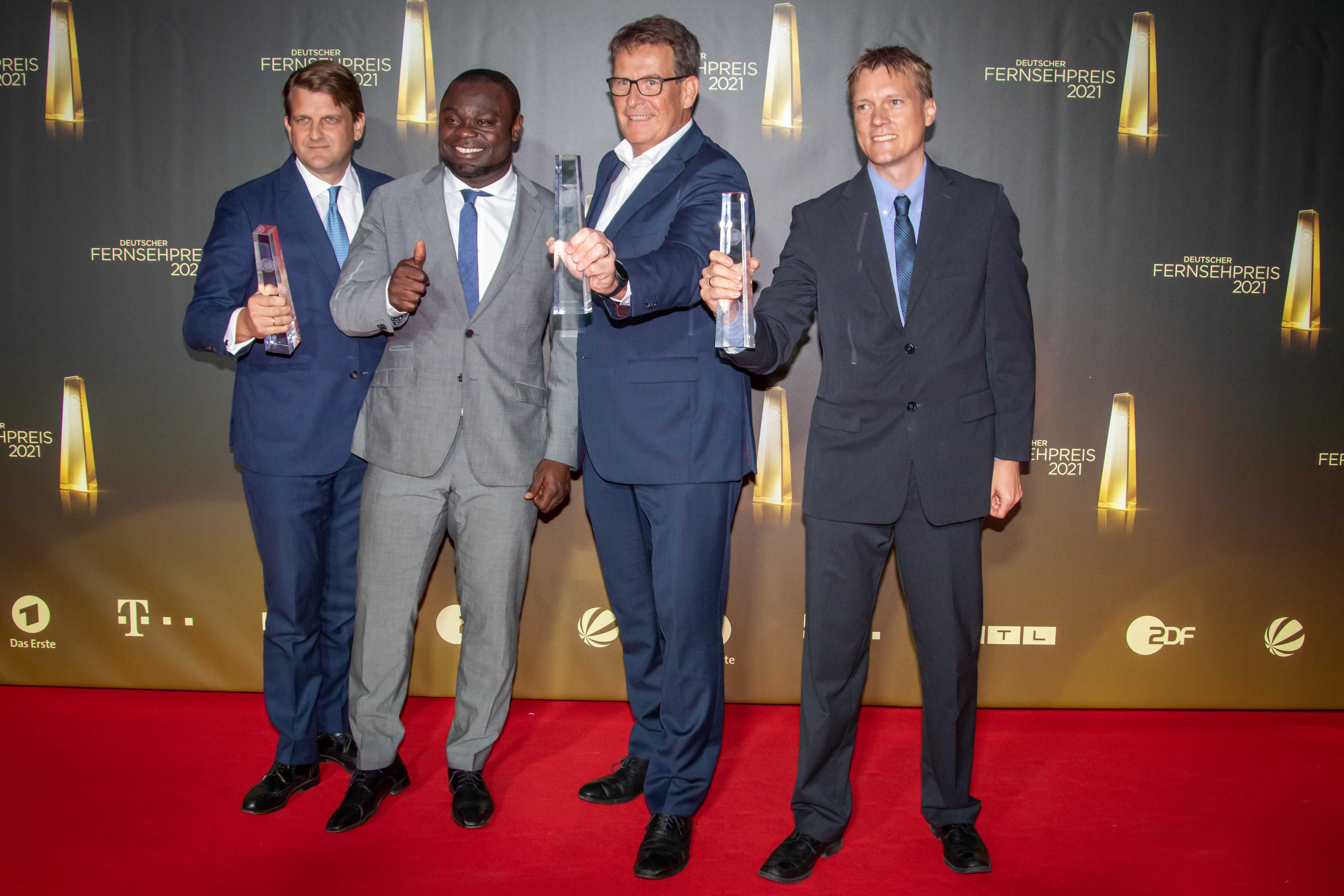
Team Schwarze Adler mit Gerald Asamoah

Schwarze Adler (Amazon/ZDF)
Erlebnis Erde: Rentiere auf dünnem Eis (ARD/MDR)
Hallo, Diktator – Orbán, die EU und die Rechtsstaatlichkeit (Arte/ZDF)
ProSieben Spezial: Rechts. Deutsch. Radikal (ProSieben)
Wirecard – Die Milliarden-Lüge (Sky/ARD/rbb)

### Beste Doku-Serie
Charité Intensiv: Station 43 (rbb)
Höllental (ZDF)
Rohwedder – Einigkeit und Mord und Freiheit (Netflix)

### Beste Moderation/Einzelleistung Information
Anja Reschke für Panorama (ARD/NDR)

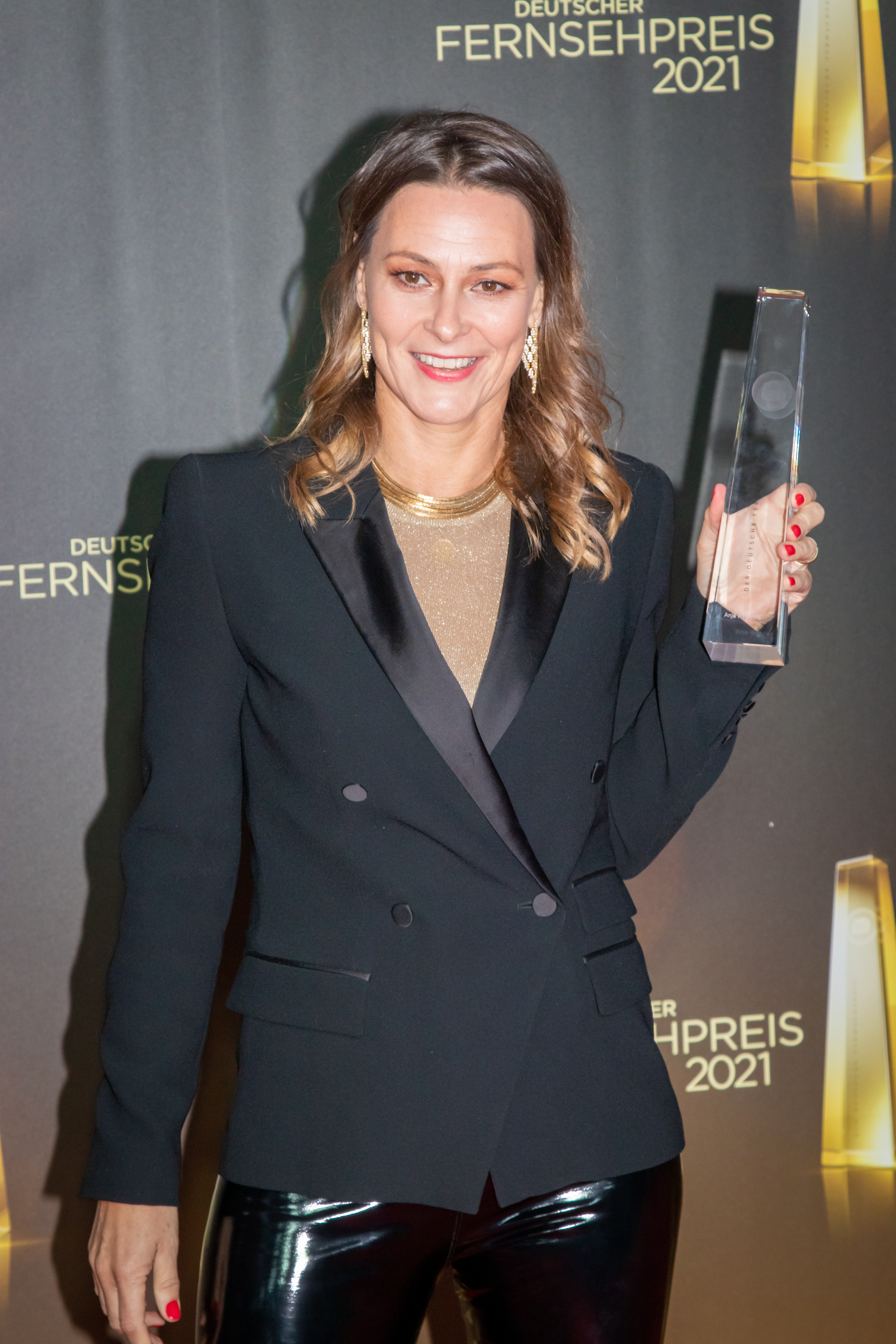
Anja Reschke

Jochen Breyer für #5JahreWirSchaffenDas und Der Querdenker-Effekt aus der Reihe ZDFzoom: Am Puls Deutschlands (ZDF)
Isabel Schayani für die Moderation des Weltspiegel (ARD/WDR) und ihre Live-Schalte aus dem Flüchtlingslager Moria bei Anne Will (ARD/NDR)

### Beste Kamera Information/Dokumentation
Alexander Gheorghiu für Höllental (ZDF)
Eva Gühne für Stern Crime: Der Alptraummann (TVNOW/Vox)
Jonas Heldt für Ab 18! – Seda baut Autos (ZDF/3sat)

### Bester Schnitt Information/Dokumentation

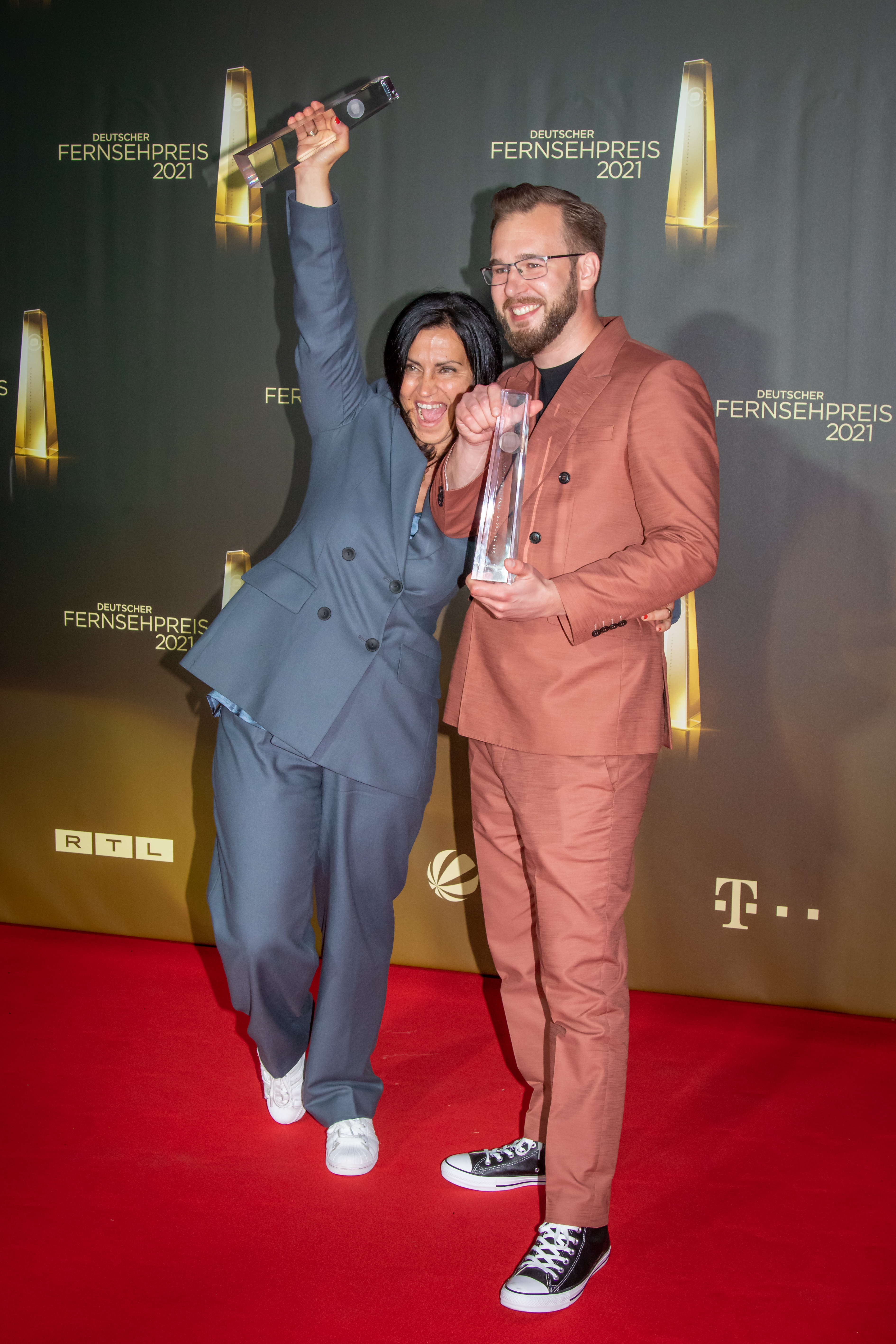
Xenia Kalinitchenko und Philip Drangmeister

Philip Drangmeister und Xenia Kalinitchenko für Stern Crime: Der Alptraummann (TVNOW/Vox)
André Hammesfahr für Schwarze Adler (Amazon/ZDF)
David Holfelder, Jakob Kastner und Stefanie Reichel für Welt auf Abstand – Reise durch ein besonderes Jahr (ZDF/Arte)

## Preisträger und Nominierungen: Sport

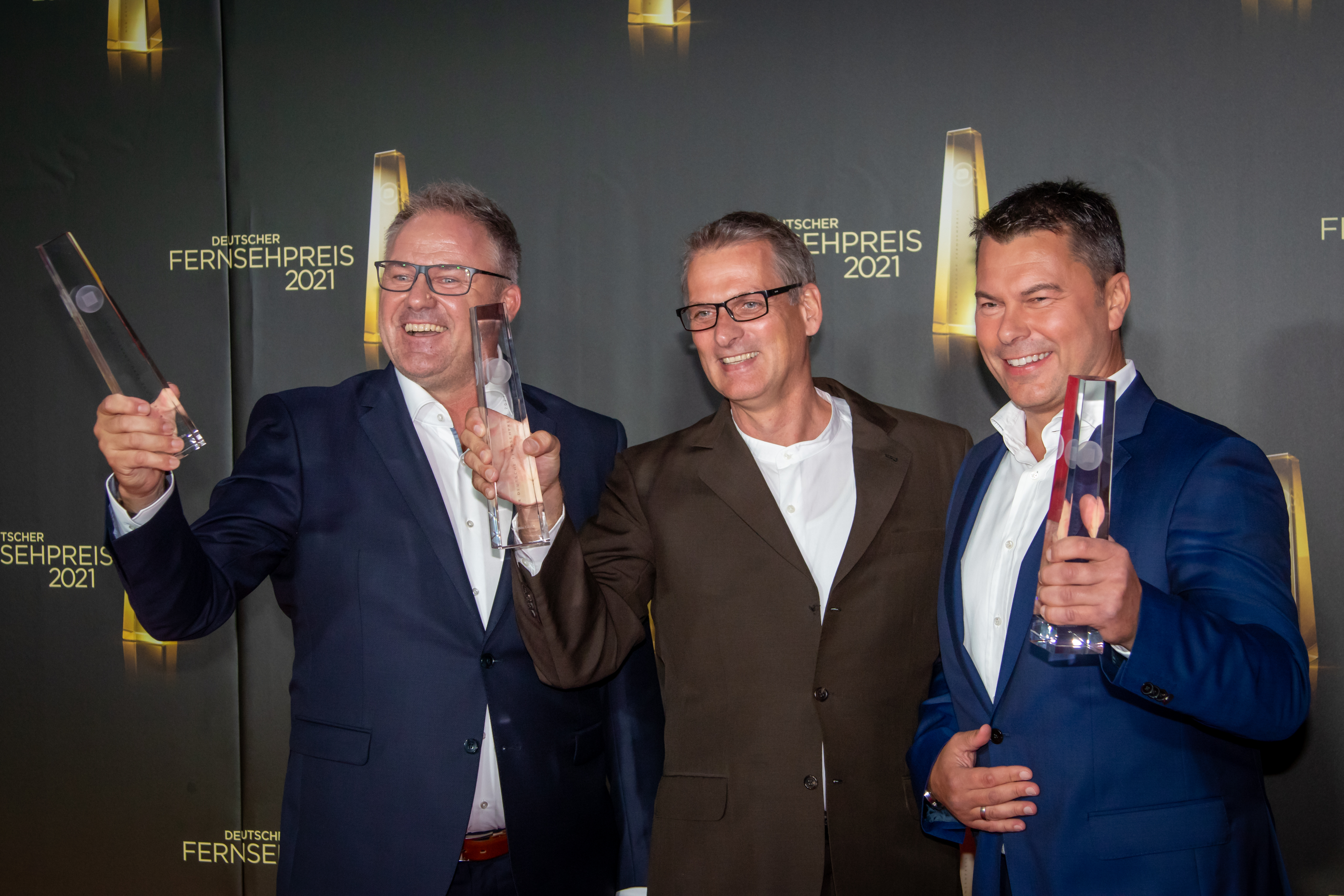
Das Team von Vendée Globe

### Beste Sportsendung
Vendée Globe (ZDF)
sportstudio live – UEFA EURO 2020 (ZDF)
UEFA EURO 2020 (MagentaTV)

## Weitere Preisträger
Die folgenden Preise sind von den Stiftern des Deutschen Fernsehpreises gesetzte Preise und wurden ohne vorherige Nominierung verliehen. Zu den Stiftern gehören Thomas Bellut, Intendant des ZDF, Tom Buhrow, Intendant des WDR, sowie Stephan Schäfer, Co-Geschäftsführer von RTL Deutschland. Neu hinzugekommen sind Daniel Rosemann, Geschäftsführer von Sat.1, und Michael Schuld, TV-Chef der Telekom Deutschland.

### Ehrenpreis der Stifter
Mit dem Ehrenpreis ehren die Stifter des Deutschen Fernsehpreises eine Person für ihre Verdienste in Film und Fernsehen. Der Preisträger wurde vor der Verleihung am 8. September 2021 bekannt gegeben: Hape Kerkeling wurde geehrt.

### Förder-/Nachwuchspreis
Der mit 15.000 Euro dotierte Förderpreis für den Nachwuchs wurde an die Journalistin Aminata Belli für ihre Leistung im Reportage-Format follow me.reports vergeben.